# 小行星3574
小行星3574（英語：3574 Rudaux）是一颗围绕太阳公转的小行星。1982年10月13日，愛德華·鮑威爾在可可尼诺县发现了此天体。
这颗小行星的绝对星等为144.55679等。